# The House of Fame
The House of Fame, geschreven tussen 1379 en 1384, is een onvoltooid gedicht van de Middelengelse dichter Geoffrey Chaucer.
Er wordt aangenomen dat dit liefdesvisioen de vereniging van Richard II met Anne van Bohemen symboliseert, hoewel anderen het eerder zien als een aanval op Jan van Gent nadat hij in het openbaar was verschenen met zijn minnares, Catherine Swynford. The House of Fame is een allegorisch gedicht met 2158 versregels van achtlettergrepige coupletten.
Chaucer baseerde The House of Fame op werk van bekende auteurs zoals Ovidius, Boëthius, Dante en Petrarca, maar zijn belangrijkste bron is Boccaccio's Il Filostrato.

## Inhoud
In het eerste deel van het werk evoceert de dichter opnieuw zijn droomvisioen en beschrijft zijn bezoek aan de tempel van Venus. Daar ziet hij een inscriptie met Vergilius 'droevige verhaal over Aeneas en Dido. In het tweede boek converseert een grote arend met de verteller voor hij hem naar het huis van de roem brengt. Daar zal de dichter instructie krijgen over de kunst van de liefde. Het derde boek focust op Lady Fame (Vrouwe Roem) die aan enkele kandidaten zowel roem als laster schenkt. De anderen ontvangen geen faam. De verteller is verbaasd, want dit alles lijkt volkomen willekeurig te gebeuren. De verteller wordt vervolgens meegenomen naar het Huis van Geruchten (House of Rumor), waar de lagere mensen, zoals de roddelaars en hovelingen, verblijven. Het gedicht eindigt dan abrupt en onvoltooid.